# Vikebygds kommun
Vikebygds kommun (norska: Vikebygd kommune) var en kommun i Hordaland fylke i västra Norge. Kommunen omfattade ett område i den nordvästra delen av nuvarande Vindafjords kommun (Vikebygds socken) samt ett område i den östra delen av nuvarande Sveio kommun. Byn Vikebygd utgjorde kommunens centralort.

## Administrativ historik
1865 bröts Vikebygds socken (med 1 062 invånare) ut ur Fjelbergs kommun för att tillsammans med en del av Finnås kommun bilda Sveio kommun (Sveens kommun).
Vikebygds kommun upprättades den 1 januari 1902 genom utbrytning ur Sveio kommun (Sveens kommun). Kommunen hade 1 092 invånare vid upprättandet.
Den 1 januari 1964 upplöstes kommunen och delades. Årviks, Veastads och Viks kretsar (med 578 invånare) fördes till Ølens kommun (sedan den 1 januari 2006 en del av Vindafjords kommun) medan Oa, Førde och Austviks kretsar (med 471 invånare) fördes, tillsammans med Valestrand och en del av Skjolds kommun, till Sveio kommun. Kommunen hade vid delningen totalt 1 049 invånare.